# Плиё
Плиё (фр. Plieux) — коммуна во Франции, находится в регионе Юг — Пиренеи. Департамент — Жер. Входит в состав кантона Мираду. Округ коммуны — Кондом.
Код INSEE коммуны — 32320.

## География
Коммуна расположена приблизительно в 560 км к югу от Парижа, в 70 км северо-западнее Тулузы, в 36 км к северу от Оша.
На востоке коммуны протекает река Арратс.

## Климат
Климат умеренно-океанический. Лето жаркое и немного дождливое, температура часто превышает 35 °С. Зимой часто бывает отрицательная температура и ночные заморозки. Годовое количество осадков — 700—900 мм.

## Население
Население коммуны на 2010 год составляло 165 человек.
| 1962 | 1968 | 1975 | 1982 | 1990 | 1999 | 2010 |
| ---- | ---- | ---- | ---- | ---- | ---- | ---- |
| 245  | 232  | 214  | 195  | 186  | 176  | 165  |

## Администрация
| Период | Период | Фамилия       | Партия | Примечания |
| ------ | ------ | ------------- | ------ | ---------- |
| 2001   | 2014   | Роже Сигала   |        |            |
| 2014   | 2020   | Мариз Клавери |        |            |

## Экономика
В 2010 году среди 99 человек трудоспособного возраста (15-64 лет) 73 были экономически активными, 26 — неактивными (показатель активности — 73,7 %, в 1999 году было 70,8 %). Из 73 активных жителей работали 70 человек (37 мужчин и 33 женщины), безработных было 3 (2 мужчин и 1 женщина). Среди 26 неактивных 8 человек были учениками или студентами, 11 — пенсионерами, 7 были неактивными по другим причинам.

## Достопримечательности
- Замок Плиё[фр.] (XIV век). Исторический памятник с 1994 года[4]

## Фотогалерея

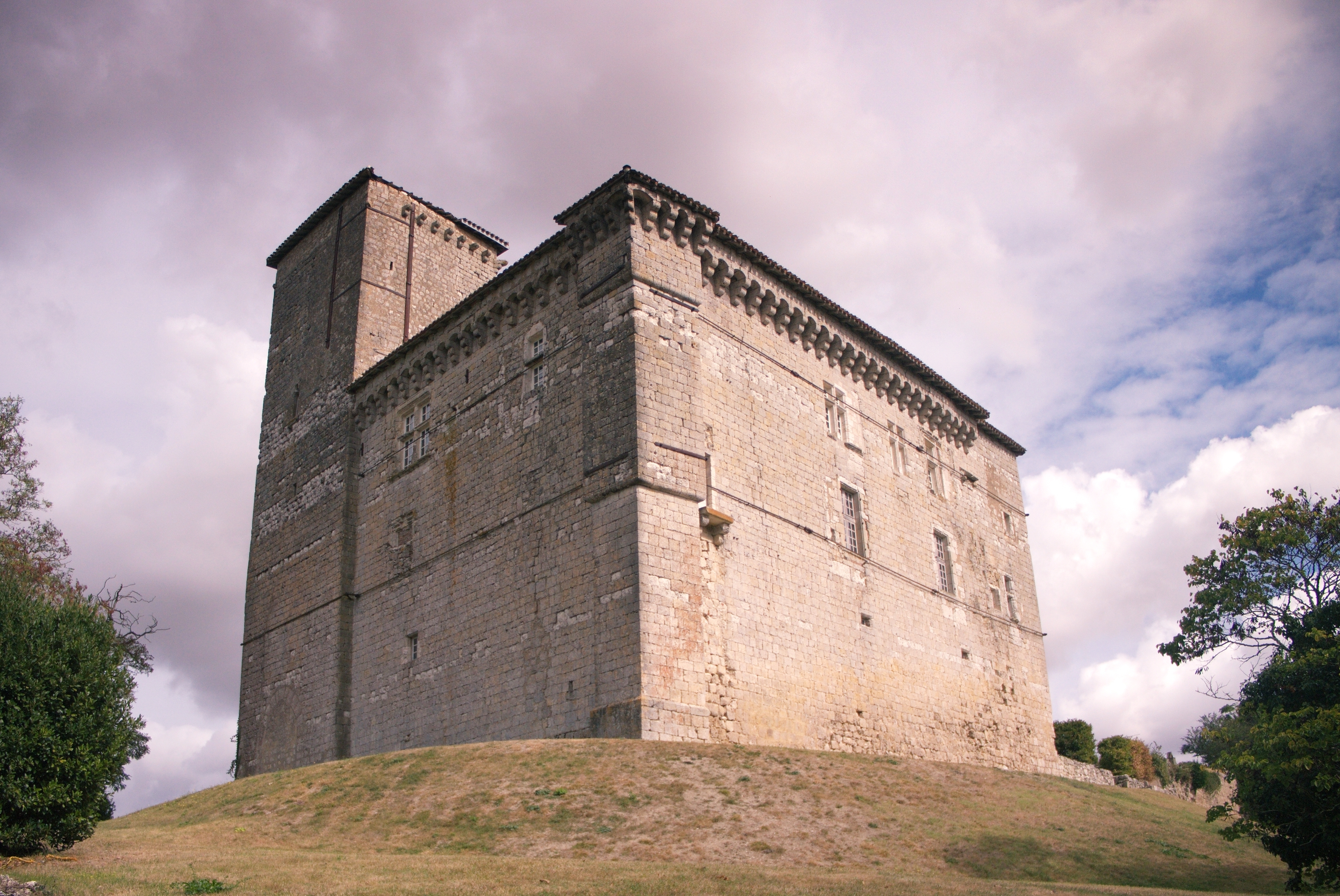
Замок Плиё
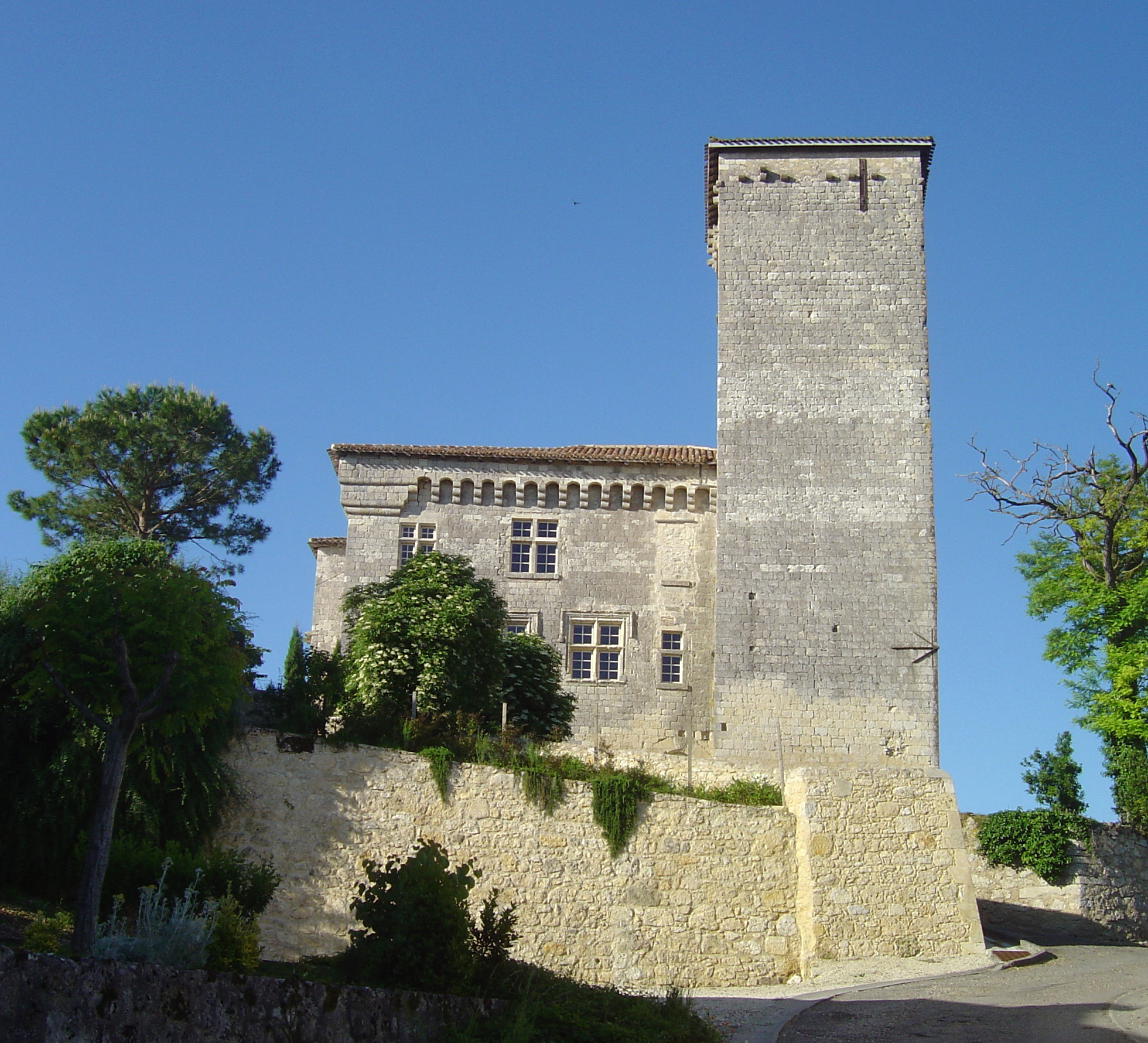
Замок Плиё
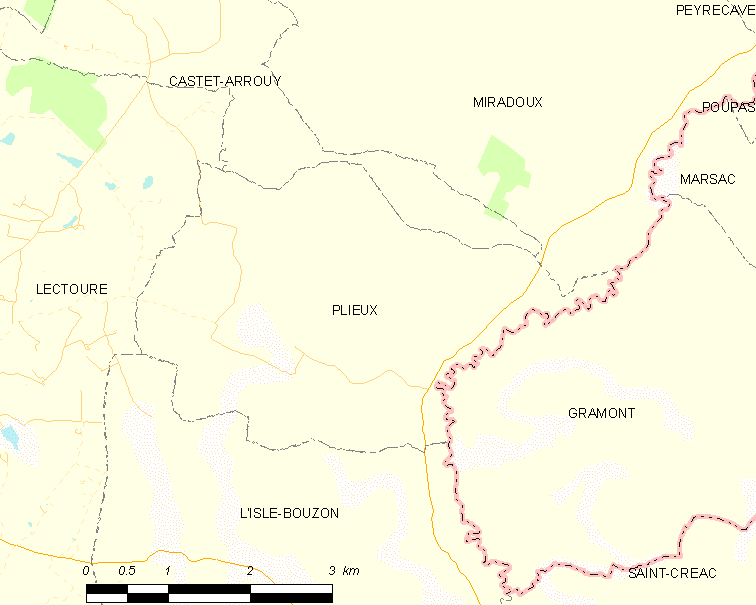
Карта коммуны